# 卡纳勒河
卡纳勒河（法語：Ru du Canal，法語發音：[ʁy dy kanal]），在发源地被称为阿泽河（ruisseau du Hazey，[ʁɥiso dy azɛ]），是法国诺曼底大区厄尔省的河流，是塞纳河的支流，长7.4千米，发源自圣巴尔布叙加永，于欧布瓦流入塞纳河。